# Tito Paulo Tuza
Mor Tito Paulo Tuza (em árabe: تيطس بولس توزا, romaniz.: Tīṭus Būlus Tūzā; 1 de maio de 1961, Mossul, Iraque) é o atual arcebispo ortodoxo siríaco de Brasília e Todo Brasil, sendo também núncio apostólico do patriarca de Antioquia para as missões da Igreja Sirian Ortodoxa na América Latina. Paulo foi ordenado Metropolita em 19 de fevereiro de 2012 por Mor Inácio Zakka I Iwas , Patriarca de Antioquia.

## Biografia
Paulo nasceu em Mossul, Iraque, em 1961. No Iraque, serviu ao exército durante a Guerra Irã-Iraque. Após o serviço militar, estudou teologia em Mossul, no seminário de Santo Efrém, o sírio, até 1993. No ano seguinte o Patriarca de Antioquia o enviou à Faculdade de Teologia de Atenas para continuar seus estudos.

### Carreira Eclesiástica
Neste mesmo ano, em 20 de junho de 1994, foi ordenado diácono evangelista, o maior grau do diaconato nas igrejas de tradição siríaca. Dois anos depois foi ordenado sacerdote por Mor Inácio Zakka, servindo posteriormente na Igreja de São Mateus, na Suécia. Em 2000 foi condecorado com a Cruz Peitoral por Sua Santidade. Nos anos seguintes foi para Maarat Saidnaya, distrito de Damasco, na Síria, para servir no mosteiro e seminário teológico Mor Efrem, onde adquiriu o título “rabban”, permanecendo lá até 2012.
Foi finalmente consagrado como metropolita para as missões da Igreja de Antioquia no Brasil no domingo, dia 19 de fevereiro de 2012 por Sua Santidade, assistido por Mor Filoxenus, assistente patriarcal; Mor Severius Malki, arcebispo da Terra Santa e Jordânia; Mor Salwanos Boutros Al-Nehme, arcebispo de Homs e Hama; e Mor Athanasius Touma Dakkama, vigário patriarcal para o Reino Unido; assumindo o nome “Mor Titus”. Muitos sacerdotes, monges, freiras e fiéis da Síria, do Iraque e do Brasil participaram da cerimônia espiritual, que ocorreu no mosteiro de Mor Efrem, o sírio.